# 滨河圣欧拉利娅
滨河圣欧拉利娅（西班牙語：Santa Eulalia del Río）是西班牙巴利阿里群岛的一个市镇。总面积154平方公里，总人口19808人（2001年），人口密度129人/平方公里。